# Штраус, Рахель
Рахе́ль Штра́ус (нем. Rahel Straus; урождённая Гойте́йн;
21 марта 1880, Карлсруэ, Баден, Германия — 15 мая 1963, Иерусалим, Израиль) — первая женщина на медицинском факультете Гейдельбергского университета. Врач, социальный работник, активистка профсоюзного, феминистского и сионистского движений. Мать математика Эрнста Штрауса.

## Биография
Четвёртый ребёнок в семье ортодоксального раввина Габора Гойтейна и преподавательницы начальной школы Иды Гойтейн, урождённой Лёвенфельд. Родилась и выросла в Карлсруэ. Отец умер в 1883 году. С 1893 года училась в средней школе, затем в женской гимназии в Карлсруэ (ныне Гимназия Лессинга), где в 1899 году сдала экзамены на аттестат зрелости. Там провела своё первое выступление на торжествах по поводу окончания женской гимназии, в котором среди прочего предметно обсуждала возможности получения образования для женщин.
Дядя Рафаэль Лёвенфельд поддерживал финансово её образование. Несмотря на негативное отношение некоторых профессоров, она поступила в Гейдельбергский университет как первая студентка-медик. С зимнего семестра 1901/1902, председательствовала в «Женской ассоциации студентов Гейдельберга», и принимала участие в Баденском еврейском студенческом объединении.
В 1902 году, после пятого семестра получила физикум (бакалавриат) с оценкой «очень хорошо». В 1905 году успешно сдала государственный экзамен. В 1907 году получила учёную степень кандидата наук в медицинской докторантуре, защитив диссертацию о карциноме хориона.
В 1905 году сочеталась браком с выходцем из Карлсруэ, кандидатом наук, юристом Элиасом (Эли) Штраусом, сыном банкира. Супруги совершили поездку в Палестину в 1907 году.
В 1908 году в Мюнхене открыла гинекологическую практику, став первым практикующим врачом, дипломированным в немецком университете.
В Мюнхене родила пятерых детей:
- Изабелла (р. 1909 г., в браке Эмрих), экономист
- Ханна (р. 1912), педагог и психолог
- Самуэль Фридрих (1914—1958), впоследствии фермер в Израиле, американский официальный общественный деятель
- Габриэль (р. 1915, в браке, Розенталь), детский психолог
- Эрнст Габор Штраус (1922—1983, профессор математики в Лос-Анджелесе[8].

После гибели единственного брата Эрнста Гойтейна на Первой мировой войне у неё активизировалась прочувствованная слепая верность кайзеру и поддержка лояльных еврейских кругов к немецкой политике в войне, что выражалось соответствующим образом, прежде всего, в её докладах, и являлось следствием её непреложного
расположения к Германии и немецкой культуре.
Как врач и феминистка боролась за отмену § 218 УК Германии, запрещающего аборты. Принимала активное участие в социальных и педагогических семинарах, была председателем Союза рабочих еврейских женщин Палестины, а также членом Женской международной сионистской организации (WIZO). В 1918 году участвовала в нескольких комитетах Баварской Советской Республики.
В 1932 году по просьбе Берты Паппенгейм, взяла на себя ведущую роль в Еврейском женском союзе, собственно антисионистской организации, что может считаться признаком её политического и дипломатического умения и высокого общественного уважения. Женский союз оказывал помощь матерям, имеющим внебрачных детей и жертвам торговли людьми.
В 1933 году от рака умер муж Эли Штраус. В том же году, Рахель с двумя детьми школьного возраста, эмигрировала в Палестину. Первый период их жизни в Палестине был полон лишений. Рахель Штраус продолжала работать врачом и социальным работником. Основанная в Израиле в 1952 году Международная лига женщин за мир и свободу избрала её почётным президентом, которым она оставалась до самой смерти в 1963 году.
Похоронена в Иерусалиме, на кладбище Сангедрия.
Один из её социальных проектов, Центр содействия инвалидам Иерусалима (AKIM), функционирует по сей день. и ведёт учебное заведение, носящее её имя (Бейт Рахель Штраус).
В городах Карлсруэ, Мюнхене и Ольденбурге названы улицы именем Рахель Штраус.

## Работы
- Рахель Штраус: Мы жили в Германии. Воспоминания немецкой еврейки. ISBN 3379014230 (нем.)
- Рахель Гойтейн Штраус: Случай хорионэпителиомы. Диссертация. Мюнхен 1907 (стр. 33). (нем.)